# John V. Tunney
John Varick Tunney, född 26 juni 1934 i New York i New York, död 12 januari 2018 i Santa Monica i Kalifornien, var en amerikansk demokratisk politiker. Han representerade delstaten Kalifornien i båda kamrarna av USA:s kongress, först i representanthuset 1965-1971 och sedan i senaten 1971-1977.
Tunney var son till boxaren Gene Tunney. Han utexaminerades 1956 från Yale University. Han studerade juridik först i Haag och avlade 1959 juristexamen vid University of Virginia. Han inledde sin karriär som advokat i New York. Han tjänstgjorde därefter i USA:s flygvapen och i dess auditörskår.
Tunney undervisade i handelsrätt vid University of California, Riverside 1961-1962. Han besegrade sittande kongressledamoten Patrick M. Martin i kongressvalet 1964 och representerade Kaliforniens 38:e distrikt i representanthuset 1965-1971.
Tunney besegrade sittande senatorn George Murphy i senatsvalet 1970. Han kandiderade sex år senare till omval men förlorade mot republikanen S.I. Hayakawa.